# Citheronia
Citheronia är ett släkte av fjärilar. Citheronia ingår i familjen påfågelsspinnare.

## Bildgalleri

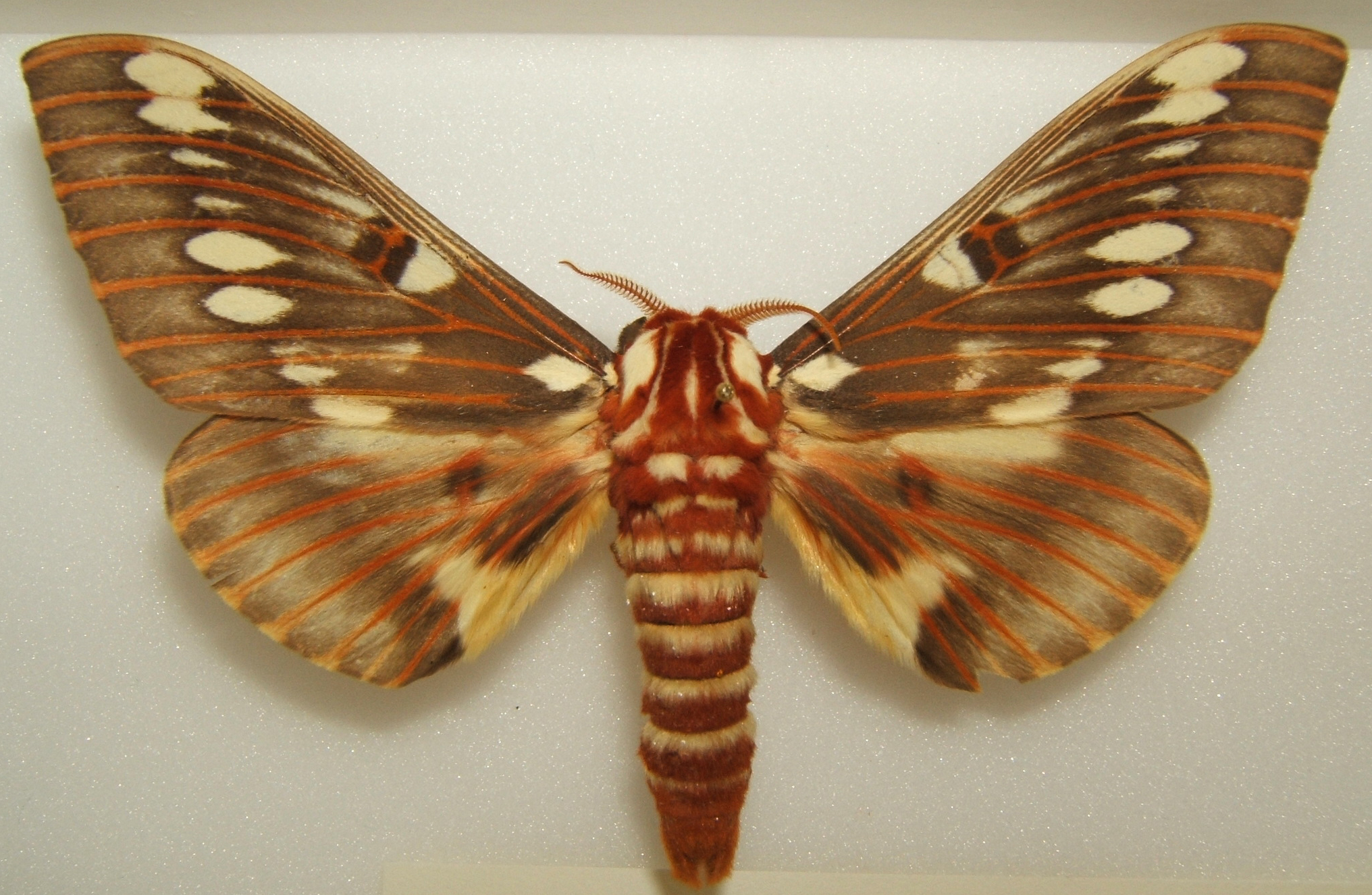
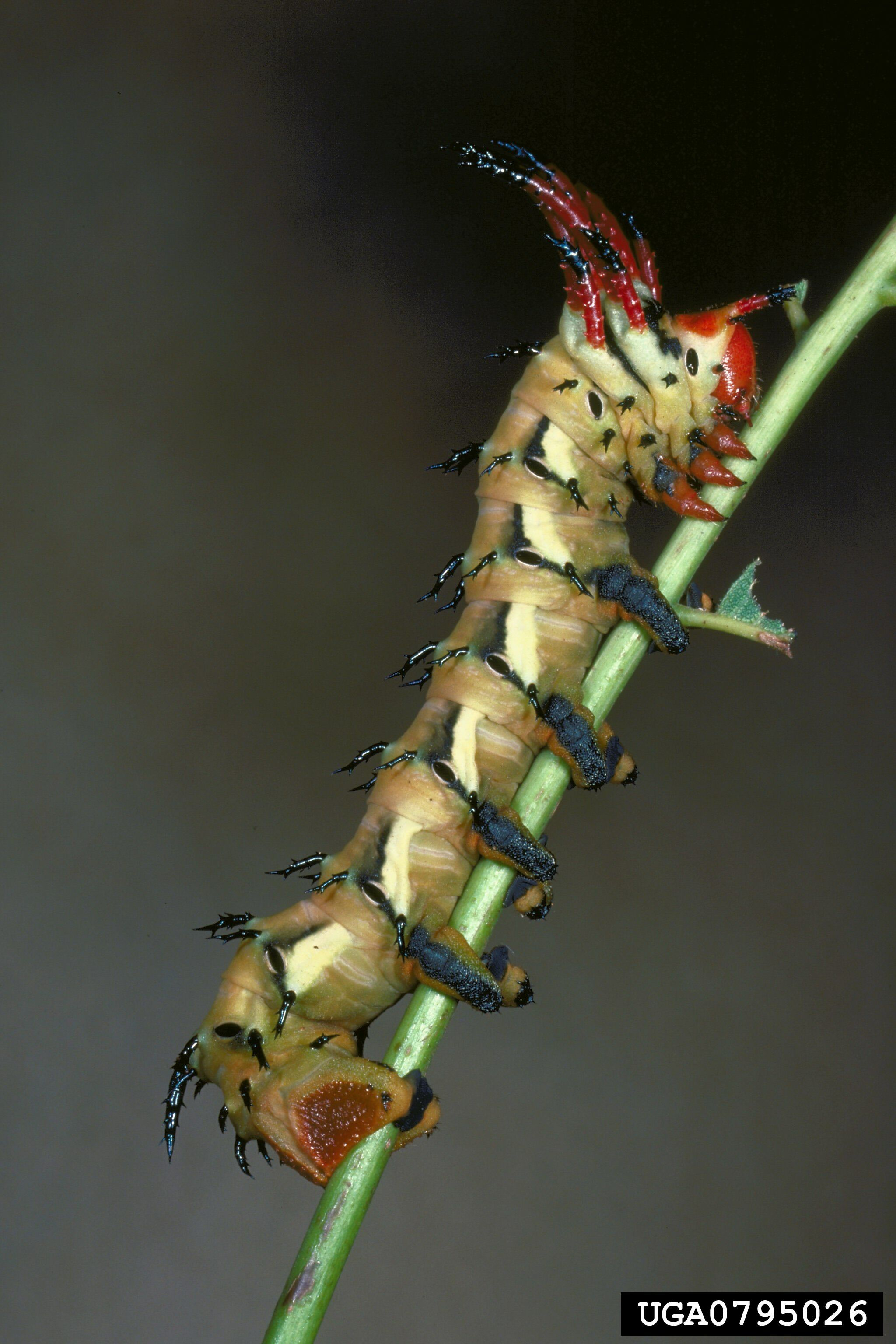

## Dottertaxa tillCitheronia, i alfabetisk ordning[1]
- Citheronia albescens
- Citheronia anassa
- Citheronia andina
- Citheronia argentina
- Citheronia aroa
- Citheronia azteca
- Citheronia beledonon
- Citheronia bellavista
- Citheronia benjamini
- Citheronia bodoquens
- Citheronia brasiliensis
- Citheronia brissoti
- Citheronia cacicus
- Citheronia catharinae
- Citheronia centraliamericana
- Citheronia claveryi
- Citheronia colimae
- Citheronia collaris
- Citheronia consobrina
- Citheronia equatorialis
- Citheronia fuscalis
- Citheronia guayaquila
- Citheronia guyanensis
- Citheronia hamifera
- Citheronia infernalis
- Citheronia ixion
- Citheronia johnsoni
- Citheronia jordani
- Citheronia lamata
- Citheronia laocoön
- Citheronia leona
- Citheronia lichyi
- Citheronia lobesis
- Citheronia marion
- Citheronia meridionalis
- Citheronia mexicana
- Citheronia mogya
- Citheronia phoronea
- Citheronia princeps
- Citheronia pseudomexicana
- Citheronia regalis
- Citheronia regia
- Citheronia saengeri
- Citheronia sepulcralis
- Citheronia sinaloensis
- Citheronia splendens
- Citheronia vogleri